# Самора – Аранда
Самора – Аранда – газопровід в центральній частині Іспанії.
Споруджений в 1998 році трубопровід Самора – Аранда забезпечує сполучення між:
- газопроводом Аро – Альхете, що прямує до столичного регіону та надає доступ до ресурсу, імпортованого через термінали для прийому зрідженого природного газу Більбао ЗПГ та Барселона ЗПГ;
- газопроводом Альмендралехо – Ов'єдо, який надає доступ до газотранспортного хабу в Кордові та ресурсу, імпортованого через термінал для прийому зірдженого природного газу Ель-Мюсел ЗПГ.
Довжина траси Самора – Аранда 166 кілометрів. Трубопровід виконаний в діаметрі 500 мм та розрахований на робочий тиск до 8 МПа.
Траса трубопроводу проходить повз Вальядолід, при цьому можливо відзначити, що ще у другій половині 1980-х до Вальядоліду подали ресурс з вже названого вище Аро – Альхете через перемичку від Вільямайор (дещо північніше Аранди), що має довжину 96 кілометрів та виконана в діаметрі 300 мм.